# Claremont (New Hampshire)
Claremont is een plaats (city) in de Amerikaanse staat New Hampshire, en valt bestuurlijk gezien onder Sullivan County.

## Demografie
Bij de volkstelling in 2000 werd het aantal inwoners vastgesteld op 13.151.
In 2006 is het aantal inwoners door het United States Census Bureau geschat op 13.264, een stijging van 113 (0,9%).

## Geografie
Volgens het United States Census Bureau beslaat de plaats een oppervlakte van
114,2 km², waarvan 111,7 km² land en 2,5 km² water.

## Plaatsen in de nabije omgeving
De onderstaande figuur toont nabijgelegen plaatsen in een straal van 24 km rond Claremont.